# ジェニファー・ハン
ジェニファー・ハン（英語: Jennifer Han、1983年6月25日 - ）は、アメリカ合衆国のプロボクサー。第3代IBF女子世界フェザー級王者。父は韓国人。

## 来歴
2009年7月31日、メリッサ・セント・ヴィル戦でプロデビューも判定負け。
2010年3月12日、Nydia Felicianoと対戦するが引き分け。
2010年4月10日、Crystal Hoyを判定で降し初勝利。
2014年3月23日、初のタイトル挑戦として韓国にてJi-Hye Wooが持つIFBA世界フェザー級王座に挑戦するが、0-2判定で敗れ王座獲得ならず。
2015年4月18日、ファトゥマ・ザリカとIBF女子インターコンチネンタルフェザー級王座決定戦に臨み、3-0判定で勝利し初タイトル獲得。
2015年9月19日、ヘレン・ジョセフとのIBF女子世界フェザー級王座決定戦に臨み、3-0判定で勝利し初の世界タイトル獲得を果たした。
2017年2月17日、3度目の防衛戦でオリビア・ゲルーラを迎えるが、ゲルーラが前日計量で超過したため特別ルールとなり、3-0判定で勝利して防衛成功。
2018年2月17日、Lizbeth Crespoを判定で降し4度目の防衛成功。
2019年5月に出産。
2020年2月15日、復帰戦としてジェリ・シッツェスとノンタイトルを戦い、判定勝利
2020年7月20日、王座返上。ライト級に転級。
2021年9月4日、イングランド・リーズにて ケイティー・テイラーが持つWBA・WBC・IBF・WBO女子世界ライト級4団体統一王座に挑戦。ジョシュ・ワーリントン vs マウリシオ・ララのセミとしてDAZNにて配信された。しかし0-3判定負け。
2022年4月9日、ミカエラ・メイヤーが持つWBO・IBF女子世界スーパーフェザー級統一王座に挑戦するが、0-3判定で敗れる。

## 獲得タイトル
- IBF女子インターコンチネンタルフェザー級王座
- 第3代IBF女子世界フェザー級王座（防衛4=返上）